# 虎艷芬
虎艷芬（英語：Eva Fu，1968年10月12日—），廣東省廣州市出生，中國大陸影視演员，是广东珠三角地区熟悉的群众艺术家，参与多部电影、电视剧表演，也曾在话剧舞台剧上演活无数经典角色，堪称广东本土喜剧的大姐大。

## 生平
人称“小虎”、“虎姐”的虎艳芬，在广东戏剧界德高望重，八十年代加入广州话剧团，其后转入广东话剧院，曾参与300多部话剧、舞台剧的演出，有丰富的舞台表演经验，从演以来，无论小人物还是枭雄、粤语市井还是流利京腔，虎艳芬都能演绎得收放自如。而最为人熟知的是从2000年开始，参与拍摄广东电视台本土电视剧《外来媳妇本地郎》，饰演“康家二媳妇”，一名本土市井草根的广州主妇，虎艳芬洒脱自然的演绎，与已故演员郭昶默契十足，生动搞怪的演出，风靡整个华南地区，成为粤语电视剧中经典的喜剧小人物角色，该剧受欢迎程度更使其不断添食，如今已经拍摄愈十年，拍摄播放超过2000集，成为廣東亦是中國大陸最長夀的电视剧集。
除电视剧演出外，虎艳芬也参与多部内地和香港的电影演出，如香港电影《七十二家租客》、《非典人生》、电影版本的《外来媳妇本地郎》等。此外，凭借机灵聪敏的口才，反应敏捷的脑筋，虎艳芬也担任过多个大型综艺节目的主持人和嘉宾，亦庄亦谐的主持风格，成为廣東地區最有影响力、能够压住台风的金牌司儀。
虎艳芬乐善好施，阔达开朗，喜欢提携后辈，因此朋友遍天下，是广东文艺圈中人缘极好的艺术家。连香港著名艺人曾志偉和肥肥姐沈殿霞在与虎艳芬合作后，都赞不绝口。
虎艷芬出身於演劇世家，曾經擔任广东话剧院喜剧团团长，屬於二级演员。广东戏剧家协会会员，中国电视家协会会员。
配偶是廣東演員蘇志丹（于《外来媳妇本地郎》饰演康家长子康祈光一角）。二人育有一女苏秋妍，現在一家三口均有參演《外來媳婦本地郎》。

## 演出作品
- 《外来媳妇本地郎》 飾 蘇妙嬋
- 《我的大嚿父母》 飾 蘇妙嬋
- 《冼夫人》 飾 海椰女
- 《婚恋奇情》
- 《都市梦寻》
- 《生仔梦》
- 《香港地恩仇记》
- 《万花筒》
- 《首富人家》
- 《72家租客》飾 自由行旅客

## 榮譽
- 第四届广东艺术节表演奖
- 建国四十周年优秀节目奖
- 全国人口文化奖
- 全国小品大奖赛三等奖
- 90年度全国飞天奖最佳女配角提名

## 外部連結
- 虎艷芬的新浪微博
- 虎艳芬的新浪博客
- 虎艳芬的百度博客
- 戏中的假完美哪及现实的真亲切 （页面存档备份，存于）
- “大哥”“二嫂”的罗曼史 （页面存档备份，存于）